# Бабенки (Смоленская область)
Бабенки — деревня в Вяземском районе Смоленской области России. Входит в состав Заводского сельского поселения. Население — 5 жителей (2007 год). 
Расположена в восточной части области в 32 км к югу от Вязьмы, в 15 км западнее автодороги Р132 Вязьма — Калуга — Тула — Рязань, на берегу реки Неделька. В 4 км восточнее деревни расположена железнодорожная станция Годуновка на линии Вязьма — Занозная. 

## История
В годы Великой Отечественной войны деревня была оккупирована гитлеровскими войсками в октябре 1941 года, окончательно освобождена в марте 1943 года. В первой половине 1942 года деревня несколько месяцев входила в район, обороняемый конниками 1-го гвардейского кавалерийского корпуса генерала Белова. Беловцы прорвались сюда в феврале 1942 года. 